# Tséri
Tséri är en ort i Cypern.   Den ligger i distriktet Eparchía Lefkosías, i den centrala delen av landet, 12 km söder om huvudstaden Nicosia. Tséri ligger 278 meter över havet och antalet invånare är 5 498. Den ligger på ön Cypern.
Terrängen runt Tséri är lite kuperad.Trakten runt Tséri är tätbefolkad, med 276 invånare per kvadratkilometer. Närmaste större samhälle är Nicosia, 11,9 km norr om Tséri. Trakten runt Tséri är i huvudsak ett öppet busklandskap.